# Garstedt
Garstedt település Németországban, azon belül Alsó-Szászország tartományban. Lakosainak száma 1496 fő (2023. december 31.). Garstedt Salzhausen és Vierhöfen községekkel határos.

## Népesség
A település népességének változása:
| Lakosok száma | 1474 | 1463 | 1453 | 1430 | 1433 | 1496 |
|               | 2016 | 2017 | 2019 | 2021 | 2022 | 2023 |